# Hathliodes grammicus
Hathliodes grammicus là một loài bọ cánh cứng trong họ Cerambycidae.